# Márcio Rafael Ferreira de Souza
Márcio Rafael Ferreira de Souza, meglio noto come Rafinha (Londrina, 7 settembre 1985), è un ex calciatore brasiliano con cittadinanza tedesca, di ruolo difensore.

## Caratteristiche tecniche
È un terzino destro, dotato di buona velocità possiede inoltre una buona resistenza fisica, gamba ed efficace nella fase difensiva e quella offensiva, con sovrapposizioni sulla destra per i cross. All'occorrenza può giocare anche come terzino sinistro.

## Carriera

### Club

#### Esordi al Coritiba e Schalke 04

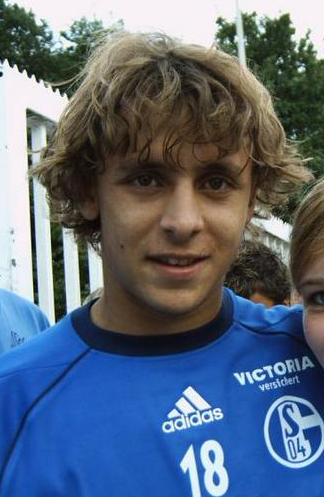
Rafinha con la maglia dello nel 2005

Esordisce da professionista nel Coritiba, dove si ritaglia un posto da titolare come interno di centrocampo. Successivamente si trasferisce in Europa, per giocare con i tedeschi dello Schalke 04. In Germania gioca da titolare cinque stagioni.

#### Genoa
Il 4 agosto 2010 viene ufficializzato il suo passaggio al Genoa per 6 milioni di euro.
Il 16 febbraio 2011 segna il gol decisivo nel derby contro la Sampdoria (1-0).
Si ripete alla 33º giornata, nella vittoria per 3-0 contro il Brescia, aprendo le marcature con un colpo di testa in tuffo su assist di Rodrigo Palacio.

#### Bayern Monaco
Il 1º giugno 2011 viene acquistato dal Bayern Monaco, con cui firma un contratto triennale. Il 14 settembre 2011 realizza la sua prima rete con la nuova maglia, nel match di Champions League contro il Villarreal.
Il 6 aprile 2013 vince la sua prima Bundesliga con sei giornate di anticipo rispetto alla fine del campionato. Il 25 maggio 2013 vince la sua prima Champions League, grazie alla vittoria nella finale contro il Borussia Dortmund. Il 1º giugno 2013 vince anche la Coppa di Germania.
Nel suo terzo anno col Bayern, trova molto più spazio con l'arrivo di Pep Guardiola (che sposta Philipp Lahm in mediana) sfoderando parecchi assist. La stagione si apre con la vittoria il 30 agosto 2013 della Supercoppa UEFA, ottenuta sconfiggendo ai rigori in finale la compagine londinese del Chelsea, dopo che i tempi supplementari si erano conclusi sul 2-2. Nel corso dell'annata la squadra bavarese conquista altri tre titoli, la Coppa del mondo per club, la Bundesliga e la Coppa di Germania.
Il 26 aprile 2015 vince il terzo campionato di fila con il Bayern.
Il 18 maggio 2019 vince il settimo campionato di fila con il Bayern, giocando la sua ultima partita con la maglia dei bavaresi.

#### Flamengo, Olympiacos e Grêmio
Nel giugno 2019 passa ai brasiliani del Flamengo, con cui sigla un contatto biennale, vincendo nel novembre successivo sia la Coppa Libertadores che il campionato.
Il 23 agosto 2020 firma un contratto annuale coi greci dell'Olympiacos. Con gli ellenici ha vinto la Coppa di Grecia. Il 2 febbraio 2021, non rientrando più nei piani tecnici dell'allenatore, rescinde anzitempo il proprio contratto di comune accordo con la società; prima della risoluzione consensuale del suo contratto, l'Olympiakos ha stabilito un accordo che, dopo aver vinto il campionato greco, Rafinha avrebbe ricevuto una medaglia commemorativa per il titolo.
Il 29 marzo 2021 torna in Brasile firmando un contratto fino a fine anno col Grêmio.

#### San Paolo
Il 21 dicembre 2021 viene ufficializzato l'ingaggio a parametro zero del terzino da parte del San Paolo, con il quale firma un contratto fino al 31 dicembre 2022, con opzione per un'ulteriore stagione. Vista la buona stagione disputata, il 25 novembre 2022 viene esercitata l'opzione di rinnovo. Nella stagione 2023 vince la Coppa del Brasile, la prima nella storia del club: durante la festa della vittoria, Rafinha annuncia che si sarebbe ritirato l'anno seguente, ma il 17 ottobre 2023 arriva l'annuncio del suo rinnovo fino al 31 dicembre 2024.
Rafinha inizia la stagione 2024 con la conquista della  Supercoppa brasiliana il 4 febbraio, vincendo ai rigori contro il Palmeiras: anche in questo caso, è il primo titolo nella storia del club brasiliano.
Al termine della stagione, Rafinha non esercita l'opzione per il rinnovo del contratto e il 23 dicembre 2024 chiude la sua esperienza con il tricolor Paulista dopo la conquista di due titoli, 117 presenze e 1 goal.

#### Ritorno al Coritiba e ritiro
Il 14 gennaio 2025 ritorna, dopo 20 anni, al Coritiba in Série B. Il 20 marzo seguente, la società biancoverde decide di risolvere il contratto in essere, dopo la partecipazione di Rafinha senza autorizzazione alla partita celebrativa per i 125 anni di storia del Bayern Monaco.
Dopo alcuni mesi da svincolato, il 22 luglio 2025 annuncia il suo ritiro dal calcio giocato all'età di 39 anni.

### Nazionale
Ha fatto parte della Nazionale brasiliana Under-20, ha partecipato ai Giochi olimpici di Pechino con la selezione olimpica verdeoro vincendo la medaglia di bronzo. I'11 febbraio 2014 ha fatto il suo esordio in nazionale maggiore in amichevole contro il Sudafrica. A settembre 2015 invia una lettera alla Federcalcio brasiliana con cui chiedeva di depennarlo dalla lista dei convocati poiché preferisce aspettare una chiamata della Germania vista la sua prossima cittadinanza tedesca.
Tuttavia, nel 2017, Rafinha continuò a rappresentare la Seleçao, venendo convocato per le amichevoli contro l'Argentina e l'Australia.
Fu inserito da Tite nella lista dei pre-convocati per il Mondiale del 2018, ma non viene inserito nella lista definitiva.

## Statistiche

### Presenze e reti nei club
Statistiche aggiornate al 21 marzo 2025.
| Stagione             | Squadra              | Campionato           | Campionato | Campionato | Coppe nazionali | Coppe nazionali | Coppe nazionali | Coppe continentali | Coppe continentali | Coppe continentali | Altre coppe | Altre coppe | Altre coppe | Totale | Totale |
| Stagione             | Squadra              | Comp                 | Pres       | Reti       | Comp            | Pres            | Reti            | Comp               | Pres               | Reti               | Comp        | Pres        | Reti        | Pres   | Reti   |
| -------------------- | -------------------- | -------------------- | ---------- | ---------- | --------------- | --------------- | --------------- | ------------------ | ------------------ | ------------------ | ----------- | ----------- | ----------- | ------ | ------ |
| 2004                 | Coritiba             | A1/PR+A              | 13+24      | 3+0        | CB              | 0               | 0               | -                  | -                  | -                  | -           | -           | -           | 37     | 3      |
| gen.-ago. 2005       | Coritiba             | A1/PR+A              | ?+13       | ?+3        | CB              | 3               | 0               | -                  | -                  | -                  | -           | -           | -           | 16     | 3      |
| 2005-2006            | Schalke 04           | BL                   | 29         | 0          | CG+CdL          | 1+0             | 0               | UCL+CU             | 5+7                | 0                  | -           | -           | -           | 42     | 0      |
| 2006-2007            | Schalke 04           | BL                   | 31         | 2          | CG+CdL          | 2+0             | 0               | CU                 | 2                  | 0                  | -           | -           | -           | 35     | 2      |
| 2007-2008            | Schalke 04           | BL                   | 32         | 2          | CG+CdL          | 3+1             | 2+0             | UCL                | 10                 | 1                  | -           | -           | -           | 46     | 5      |
| 2008-2009            | Schalke 04           | BL                   | 30         | 2          | CG              | 3               | 0               | UCL+CU             | 1+6                | 0                  | -           | -           | -           | 40     | 2      |
| 2009-2010            | Schalke 04           | BL                   | 31         | 1          | CG              | 4               | 1               | -                  | -                  | -                  | -           | -           | -           | 35     | 2      |
| Totale Schalke 04    | Totale Schalke 04    | Totale Schalke 04    | 153        | 7          |                 | 14              | 3               |                    | 31                 | 1                  |             | -           | -           | 198    | 11     |
| 2010-2011            | Genoa                | A                    | 34         | 2          | CI              | 3               | 0               | -                  | -                  | -                  | -           | -           | -           | 37     | 2      |
| 2011-2012            | Bayern Monaco        | BL                   | 24         | 0          | CG              | 4               | 0               | UCL                | 7                  | 1                  | -           | -           | -           | 35     | 1      |
| 2012-2013            | Bayern Monaco        | BL                   | 13         | 2          | CG              | 2               | 0               | UCL                | 2                  | 0                  | SG          | 0           | 0           | 17     | 2      |
| 2013-2014            | Bayern Monaco        | BL                   | 28         | 0          | CG              | 6               | 0               | UCL                | 9                  | 0                  | SG+SU+Cmc   | 0+1+2       | 0           | 46     | 0      |
| 2014-2015            | Bayern Monaco        | BL                   | 26         | 0          | CG              | 4               | 0               | UCL                | 11                 | 0                  | SG          | 0           | 0           | 41     | 0      |
| 2015-2016            | Bayern Monaco        | BL                   | 25         | 0          | CG              | 4               | 0               | UCL                | 4                  | 0                  | SG          | 1           | 0           | 34     | 0      |
| 2016-2017            | Bayern Monaco        | BL                   | 20         | 1          | CG              | 2               | 0               | UCL                | 5                  | 0                  | SG          | 1           | 0           | 28     | 1      |
| 2017-2018            | Bayern Monaco        | BL                   | 27         | 1          | CG              | 3               | 0               | UCL                | 8                  | 0                  | SG          | 1           | 0           | 39     | 1      |
| 2018-2019            | Bayern Monaco        | BL                   | 16         | 1          | CG              | 4               | 0               | UCL                | 6                  | 0                  | SG          | 0           | 0           | 26     | 1      |
| Totale Bayern Monaco | Totale Bayern Monaco | Totale Bayern Monaco | 179        | 5          |                 | 29              | 0               |                    | 52                 | 1                  |             | 6           | 0           | 266    | 6      |
| 2019                 | Flamengo             | A/RJ+A               | 0+20       | 0+0        | CB              | 1               | 0               | CL                 | 7                  | 0                  | CmC         | 2           | 0           | 30     | 0      |
| 2020                 | Flamengo             | A/RJ+A               | 10+2       | 0+0        | CB              | -               | -               | CL                 | 1                  | 0                  | RS+SB       | 2+1         | 0+0         | 16     | 0      |
| Totale Flamengo      | Totale Flamengo      | Totale Flamengo      | 10+22      | 0          |                 | 1               | 0               |                    | 8                  | 0                  |             | 5           | 0           | 46     | 0      |
| 2020-2021            | Olympiakos           | SL                   | 14         | 0          | CG              | -               | -               | UCL                | 8                  | 0                  | -           | -           | -           | 22     | 0      |
| 2021                 | Grêmio               | PD/RS+A              | 7+30       | 0+0        | CB              | 2               | 0               | CS                 | 4                  | 0                  |             | -           | -           | 43     | 0      |
| 2022                 | San Paolo            | A1/SP+A              | 11+32      | 0+0        | CB              | 4               | 0               | CS                 | 3                  | 0                  | -           | -           | -           | 50     | 0      |
| 2023                 | San Paolo            | A1/SP+A              | 3+25       | 0+0        | CB              | 10              | 1               | CS                 | 7                  | 0                  | -           | -           | -           | 45     | 1      |
| 2024                 | San Paolo            | A1/SP+A              | 3+9        | 0+0        | CB              | 4               | 0               | CL                 | 5                  | 0                  | SB          | 1           | 0           | 22     | 0      |
| Totale San Paolo     | Totale San Paolo     | Totale San Paolo     | 17+66      | 0+0        |                 | 18              | 1               |                    | 15                 | 0                  |             | 1           | 0           | 117    | 1      |
| gen.-mar. 2025       | Coritiba             | A1/PR+B              | 9+0        | 0+0        | CB              | 1               | 0               | -                  | -                  | -                  | -           | -           | -           | 10     | 0      |
| Totale Coritiba      | Totale Coritiba      | Totale Coritiba      | 22+37      | 3+3        |                 | 4               | 0               |                    | -                  | -                  |             | -           | -           | 63     | 6      |
| Totale carriera      | Totale carriera      | Totale carriera      | 591        | 20         |                 | 71              | 4               |                    | 118                | 2                  |             | 12          | 0           | 792    | 26     |

### Cronologia presenze e reti in Nazionale
| Cronologia completa delle presenze e delle reti in nazionale ― Brasile | Cronologia completa delle presenze e delle reti in nazionale ― Brasile | Cronologia completa delle presenze e delle reti in nazionale ― Brasile | Cronologia completa delle presenze e delle reti in nazionale ― Brasile | Cronologia completa delle presenze e delle reti in nazionale ― Brasile | Cronologia completa delle presenze e delle reti in nazionale ― Brasile | Cronologia completa delle presenze e delle reti in nazionale ― Brasile | Cronologia completa delle presenze e delle reti in nazionale ― Brasile |
| Data                                                                   | Città                                                                  | In casa                                                                | Risultato                                                              | Ospiti                                                                 | Competizione                                                           | Reti                                                                   | Note                                                                   |
| ---------------------------------------------------------------------- | ---------------------------------------------------------------------- | ---------------------------------------------------------------------- | ---------------------------------------------------------------------- | ---------------------------------------------------------------------- | ---------------------------------------------------------------------- | ---------------------------------------------------------------------- | ---------------------------------------------------------------------- |
| 26-3-2008                                                              | Londra                                                                 | Brasile                                                                | 1 – 0                                                                  | Svezia                                                                 | Amichevole                                                             | -                                                                      | 73’                                                                    |
| 5-3-2014                                                               | Johannesburg                                                           | Sudafrica                                                              | 0 – 5                                                                  | Brasile                                                                | Amichevole                                                             | -                                                                      |                                                                        |
| 9-6-2017                                                               | Melbourne                                                              | Brasile                                                                | 0 – 1                                                                  | Argentina                                                              | Amichevole                                                             | -                                                                      | 73’ 80’                                                                |
| 13-6-2017                                                              | Melbourne                                                              | Australia                                                              | 0 – 4                                                                  | Brasile                                                                | Amichevole                                                             | -                                                                      |                                                                        |
| Totale                                                                 |                                                                        | Presenze                                                               | 4                                                                      |                                                                        | Reti                                                                   | 0                                                                      |                                                                        |

| Cronologia completa delle presenze e delle reti in nazionale ― Brasile olimpica | Cronologia completa delle presenze e delle reti in nazionale ― Brasile olimpica | Cronologia completa delle presenze e delle reti in nazionale ― Brasile olimpica | Cronologia completa delle presenze e delle reti in nazionale ― Brasile olimpica | Cronologia completa delle presenze e delle reti in nazionale ― Brasile olimpica | Cronologia completa delle presenze e delle reti in nazionale ― Brasile olimpica | Cronologia completa delle presenze e delle reti in nazionale ― Brasile olimpica | Cronologia completa delle presenze e delle reti in nazionale ― Brasile olimpica |
| Data                                                                            | Città                                                                           | In casa                                                                         | Risultato                                                                       | Ospiti                                                                          | Competizione                                                                    | Reti                                                                            | Note                                                                            |
| ------------------------------------------------------------------------------- | ------------------------------------------------------------------------------- | ------------------------------------------------------------------------------- | ------------------------------------------------------------------------------- | ------------------------------------------------------------------------------- | ------------------------------------------------------------------------------- | ------------------------------------------------------------------------------- | ------------------------------------------------------------------------------- |
| 28-7-2008                                                                       | Singapore                                                                       | Singapore olimpica                                                              | 0 – 3                                                                           | Brasile olimpica                                                                | Amichevole                                                                      | -                                                                               |                                                                                 |
| 1º-8-2008                                                                       | Hanoi                                                                           | Vietnam olimpica                                                                | 0 – 2                                                                           | Brasile olimpica                                                                | Amichevole                                                                      | -                                                                               |                                                                                 |
| 7-8-2008                                                                        | Shenyang                                                                        | Brasile olimpica                                                                | 1 – 0                                                                           | Belgio olimpica                                                                 | Olimpiadi 2008 - 1º turno                                                       | -                                                                               |                                                                                 |
| 10-8-2008                                                                       | Shenyang                                                                        | Nuova Zelanda olimpica                                                          | 0 – 5                                                                           | Brasile olimpica                                                                | Olimpiadi 2008 - 1º turno                                                       | -                                                                               | 66’                                                                             |
| 13-8-2008                                                                       | Qinhuangdao                                                                     | Cina olimpica                                                                   | 0 – 3                                                                           | Brasile olimpica                                                                | Olimpiadi 2008 - 1º turno                                                       | -                                                                               | 83’                                                                             |
| 16-8-2008                                                                       | Shenyang                                                                        | Brasile olimpica                                                                | 2 – 0                                                                           | Camerun olimpica                                                                | Olimpiadi 2008 - Quarti di finale                                               | -                                                                               |                                                                                 |
| 19-8-2008                                                                       | Pechino                                                                         | Argentina olimpica                                                              | 3 – 0                                                                           | Brasile olimpica                                                                | Olimpiadi 2008 - Semifinale                                                     | -                                                                               |                                                                                 |
| 22-8-2008                                                                       | Shanghai                                                                        | Belgio olimpica                                                                 | 0 – 3                                                                           | Brasile olimpica                                                                | Olimpiadi 2008 - Finale 3º posto                                                | -                                                                               | 3º posto                                                                        |
| Totale                                                                          |                                                                                 | Presenze                                                                        | 8                                                                               |                                                                                 | Reti                                                                            | 0                                                                               |                                                                                 |

## Palmarès

### Club

#### Competizioni statali
- Campionato Carioca: 1

Flamengo: 2020

#### Competizioni nazionali
- Supercoppa di Germania: 4

Bayern Monaco: 2012, 2016, 2017, 2018
- Campionato tedesco: 7

Bayern Monaco: 2012-2013, 2013-2014, 2014-2015, 2015-2016, 2016-2017, 2017-2018, 2018-2019
- Coppa di Germania: 4

Bayern Monaco: 2012-2013, 2013-2014, 2015-2016, 2018-2019
- Campionato brasiliano: 1

Flamengo: 2019
- Supercoppa del Brasile: 2

Flamengo: 2020
San Paolo: 2024
- Campionato greco: 1

Olympiakos: 2020-2021
- Coppa del Brasile: 1

San Paolo: 2023

#### Competizioni internazionali
- UEFA Champions League: 1

Bayern Monaco: 2012-2013
- Supercoppa UEFA: 1

Bayern Monaco: 2013
- Coppa del mondo per club: 1

Bayern Monaco: 2013
- Coppa Libertadores: 1

Flamengo: 2019
- Recopa Sudamericana: 1

Flamengo: 2020

### Nazionale
- Bronzo olimpico: 1

Pechino 2008